# 鍊金術物語
《鍊金術物語》（中国大陆又译作）是由日本Asobimo公司所開發的日式大型多人在线角色扮演游戏（MMORPG）手遊。游戲以一个炼金术发达的異世界冒險為主題，玩家可为自己及跟隨玩家的辅助角色“YOME”和设计樣貌。